# Dschungelpirol
Der Dschungelpirol (Oriolus brachyrynchus, veralt. Syn.: Oriolus brachyrhynchus), auch Blauflügelpirol genannt, ist eine westafrikanische Vogelart aus der Familie der Pirole.
Das Artepitheton leitet sich ab von gr. βραχύς brachys „kurz“ und ῥύγχος rhynchos „Schnabel“, bedeutet also so viel wie „kurzschnäbelig“.

## Unterarten
Es sind zwei Unterarten beschrieben worden:
- O. b. brachyrynchus Swainson, 1837 – von Guinea-Bissau bis Togo und Benin
- O. b. laetior Sharpe, 1897 – von Nigeria bis West-Kenia, südliche Demokratische Republik Kongo und Nord-Angola

Letztere Unterart hat eine so große genetische Abweichung von der Nominatform, bei gleichzeitig näherer Verwandtschaft zum São-Tomé-Pirol, dass sie womöglich bald als eigene Art Oriolus laetior angesehen werden muss.

## Merkmale

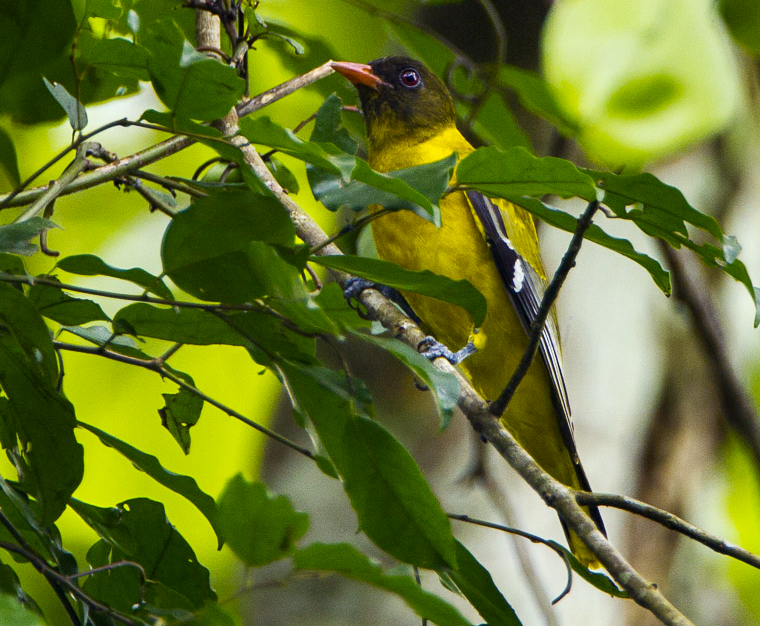
Dschungelpirol in Ghana

Der Dschungelpirol misst etwa 21 cm und wiegt 42–57 g. Es besteht nahezu kein Sexualdimorphismus.
Bei Vögeln der Nominatform sind Kopf, Hals und die obere Brust glänzend schwarz gefärbt, während die untere Brust dunkelgelb ist. Am Bauch und an den Flanken ist ein leuchtenderes Gelb festzustellen. Der Nacken und der Halskragen sind mattgelb; die restliche Oberseite ist mit einer glänzenden gelblich-olivgrünen Färbung versehen. Die Flügel sind schwarz, wobei die Federn helle Ränder und Spitzen aufweisen. Die Flügeldecken haben einen charakteristischen hellen Fleck. Die oberen Schwanzfedern sind schwarz und verfügen über olivfarbene Basen und gelbe Spitzen. Die Unterseite der Schwanzfedern setzt sich aus einer Mischung von Gelb und mattem Schwarz zusammen. Die Iris der Männchen ist dunkel-karminrot, die der Weibchen eher kastanienbraun. Der Schnabel ist rötlich- oder rosa-braun; die Beine sind blaugrau oder dunkelgrau.
Jungvögel ähneln den adulten Vögeln, haben aber einen olivgrünen Kopf, der an Kinn und Kehle gelbe Streifen aufweist. Außerdem sind Oberkiefer und Unterkiefer violett bzw. rosa-gelb mit dunkler Spitze. Brust und Flanken sind olivgelb gesprenkelt; der Bauch ist blassgelb. Die Iris ist braun und die Beine grau- oder hellblau.
Die Unterart O. b. laetior unterscheidet sich vor allem durch den leuchtenderen Nackenkragen und die hellgelbere untere Brust, die einen starken Kontrast zur schwarzen oberen Brust bildet.
Verwechslungsgefahr besteht vor allem zum Schwarzflügelpirol, mit dem er sich das Habitat teilt, doch dieser hat keine schwarze Schwanzmitte wie der Dschungelpirol, sondern eine olivgrüne. Außerdem verfügt der Schwarzflügelpirol nicht über einen hellen Fleck auf der Flügeldecke. Des Weiteren besteht Ähnlichkeit zum Maskenpirol, doch Verbreitungsgebiet und Lebensraum der beiden Arten überlappen sich normalerweise nicht.

### Stimme
Der Gesang der Nominatform ist sehr variabel und besteht aus fast 50 verschiedenen Melodien. Unter anderem sind ein schnelles „tututu-weeah“, ein leises „waw-hah“ und ein kürzeres „waw-tschop“, ein „waw-kwii-ho“, ein „hii-ku-waw“ und ein „hip-oo-hoaah“ zu vernehmen. Der Warnruf ist ein quäkendes, nasales „jewi-jaa“ bzw. „witt-tschou-tschou“.
Die Stimme der Unterart O. b. laetior unterscheidet sich von der der Nominatform. Ihr ebenfalls sehr vielfältiger Gesang setzt sich aus weichen Melodien wie „ho-ho-jii“ bzw. „ho-ho-ho-jii“ oder „ho-ho-hoick“ und aus quietschenden, durchdringenderen Tönen wie „pisk-peiisk“ zusammen.
Die Töne sind meist abgesetzter und tiefer als bei Schwarzflügelpirolen.

## Verbreitung und Lebensraum
Die Art ist entlang der westafrikanischen Küste am Golf von Guinea vom südlichen Guinea und Sierra Leone über Liberia, Elfenbeinküste, Ghana, Togo, Benin, Süd-Nigeria, Kamerun und Gabun bis ins nördlichste Angola verbreitet. Des Weiteren kommt sie in großen Teilen der Demokratischen Republik Kongo und Ugandas bis zum Victoriasee vor.
Dschungelpirole leben hauptsächlich in Primär- und weit entwickelten Sekundärwäldern. Außerdem sind sie auf Lichtungen mit umgestürzten Bäumen, in Galeriewäldern, ehemaligen Baumplantagen, Waldsavannen und Buschland zu beobachten. Sie kommen in Höhen von bis zu 1800 m vor.

## Ernährung
Der Blauflügelpirol sucht allein, zu zweit oder in kleinen familiären Gruppen in Bäumen, seltener auch in Bodennähe nach Nahrung. Oft ist er in artenübergreifenden Vogelgruppen anzutreffen. Er ernährt sich hauptsächlich von Wirbellosen wie große Käfer, Spinnen, Wanzen, Heuschrecken und Raupen, die er von Blättern oder epiphytischen Pflanzen aufsammelt. Manchmal fängt er Insekten wie fliegende Ameisen auch aus der Luft und greift gelegentlich sogar Hornissennester an. Außerdem frisst er Samen und Früchte, z. B. Feigen, Kroton-Früchte und solche von Seifenbaumgewächsen.

## Fortpflanzung
Die Brutsaison liegt je nach Gebiet in verschiedenen Jahresteilen. In Liberia wird etwa im April und Mai gebrütet; in der Elfenbeinküste wird das Nest im April gebaut. In Nigeria und Kamerun sind Junge von März bis Mai zu beobachten. In Gabun dauert die Brutzeit von November bis Dezember. In der Demokratischen Republik Kongo gibt es zwei Bruten im Jahr: eine im Januar und eine im November. In Uganda findet die Eiablage im Mai statt, in Kenia im August.
Das offene Nest besteht aus trockenen Pflanzenteilen, Flechten der Gattung Usnea und Moosen und ist manchmal mit Spinnweben verstärkt. Es hängt in einer dünnen, waagrechten Astgabel in einem dicht belaubten Baum. Das Gelege besteht aus zwei Eiern, die das Weibchen allein bebrütet, während das Männchen dieses mit Futter versorgt.

## Gefährdung
Die Art wird wegen des sehr großen Verbreitungsgebietes von etwa 6.280.000 km² und der stabilen Population in der Roten Liste der IUCN als nicht gefährdet (Least Concern) eingestuft.